# Dr. Smith’s Champion Horse-Hair Pullers
Dr. Smith’s Champion Horse-Hair Pullers war eine US-amerikanische Stringband.

## Geschichte
Dr. Smith’s Champion Horse-Hair Pullers, deren Name einer der bizarrsten innerhalb der Old-Time Music war, wurden von Dr. Henry Harlin Smith aus dem Izard County in Calico Rock, Arkansas, gegründet. Smith spielte jedoch kein Instrument; er leitete die Band und lieh ihr seinen Namen. Die Gruppe war die beständigste und zugleich größte Stringband aus Arkansas. Zahlreiche Musiker spielten in der Gruppe während ihrer einige Jahre anhaltenden Karriere – insgesamt sind 13 verschiedene Musiker bekannt. Ihre ersten Radioauftritte hatten die Champion Horse-Hair Pullers 1926 auf KTHS in Hot Springs, Arkansas.
Im September 1928 kam es für die Band zu ihrer ersten und einzigen Session. In Memphis, Tennessee, spielten sie für Victor Records insgesamt sechs Stücke ein. Auffallend ist, dass die Band zu dem Zeitpunkt vier Instrumentalisten sowie vier Sänger als Mitglieder hatte, eine ungewöhnliche Kombination für damalige Stringbands. Für die Champion Horse-Hair Pullers ergab sich danach jedoch keine weitere Möglichkeit, Platten einzuspielen. Bis 1930 spielte die Band in Arkansas mit wechselnder Besetzung weiter.

## Diskographie
| Jahr                        | Titel                                                              | #     | Anmerkungen |
| --------------------------- | ------------------------------------------------------------------ | ----- | ----------- |
| Veröffentlichte Titel       |                                                                    |       |             |
| Victor Records              |                                                                    |       |             |
| 1928                        | In the Garden Where the Irish Potatoes Grow / Going Down The River | 21711 |             |
| 1929                        | Up in Glory / Save My Mother’s Picture from the Sale               | 40059 |             |
| 12 SEP 1928, Memphis, Tenn. | Nigger Baby / Just Give Me the Leavings                            | 40124 |             |